# DelRey (bedrijf)
DelRey is naast Witamer, Marcolini, Leonidas, Neuhaus etc., een van de bekende chocolatiers in België.
DelRey bestaat sinds 1939, is gevestigd in Antwerpen en heeft drie vestigingen in Japan. DelRey is lid van Relais Desserts.

## Geschiedenis
Adèle Raymaekers stichtte in 1949 "Maison Ray", een naam die later door haar werd veranderd in "DelRey". Zij was de echtgenote van een zekere Faustin, die in Antwerpen en omstreken 7 pralinewinkels en een wafelwinkel uitbaatte.
Op 1 januari 1965 nam Arnout Marchand met Rita Carette de zaak met acht medewerkers over.
Vanaf 1 juli 1983 werden Bernard Proot en Anne Seutin de nieuwe eigenaars.
Tot 1983 werden bij DelRey enkel pralines en koekjes gemaakt. Vanaf 1983 werd er ook een assortiment patisserie geïntroduceerd.
In 1993 werd DelRey lid van Relais Desserts, een organisatie die de 100 beste patissiers ter wereld groepeert.
In 1995 kwam ook Gunther Van Essche in dienst als nieuwe chef in het atelier. Hij heeft in dat jaar met het Belgische team de zeer prestigieuze wedstrijd Coupe du monde de la patisserie gewonnen.
In 2004 opende de eerste DelRey vestiging in de wijk Ginza in de Japanse hoofdstad Tokio en in 2005 volgden nog winkels in Tokio-Omotesando en in Fukuoka.
In 2007 won DelRey de Antwerpse Springbok, een prijs uitgereikt door de provincie Antwerpen voor het meest creatieve groeibedrijf.